# Jenning de Boo
Jenning de Boo (* 22. Januar 2004) ist ein niederländischer Eisschnellläufer.

## Werdegang
De Boo trat international erstmals bei den Olympischen Jugend-Winterspielen 2020 in St. Moritz in Erscheinung. Dort kam er im Shorttrack über 500 m und 1000 m jeweils auf den 16. Platz. Im Eisschnelllauf startete er international erstmals bei den Juniorenweltmeisterschaften 2023 in Inzell, wobei er den siebten Platz über 500 m und den fünften Platz über 1000 m errang. Zudem gewann er dort die Silbermedaille im Teamsprint. Zu Beginn der Saison 2023/24 nahm er in Obihiro erstmals am Weltcup teil, wobei er auf den zehnten Platz über 1000 m lief und erreichte beim folgenden Weltcup in Peking mit dem dritten Platz im Teamsprint seine erste Podestplatzierung im Weltcup. Bei den Europameisterschaften 2024 in Heerenveen gewann er im Teamsprint die Bronzemedaille, über 1000 m die Silbermedaille sowie über 500 m und im Sprint-Mehrkampf die Goldmedaille und bei der Sprintweltmeisterschaft 2024 in Inzell die Silbermedaille im Sprint-Mehrkampf. Außerdem belegte er bei den Einzelstreckenweltmeisterschaften 2024 in Calgary den 16. Platz über 1000 m sowie den 12. Rang über 500 m und gewann im Teamsprint die Silbermedaille. In der Saison 2024/25 lief er im Weltcup achtmal auf den zweiten und einmal auf den dritten Platz. Außerdem wurde er bei Teamsprint-Wettbewerben im Weltcup einmal Zweiter sowie Erster und bei den Europameisterschaften 2025 in Heerenveen Europameister im Sprint-Mehrkampf. Beim Saisonhöhepunkt, den Einzelstreckenweltmeisterschaften 2025 in Hamar, gewann er über 1000 m sowie im Teamsprint jeweils die Silbermedaille und über 500 m die Goldmedaille. Zum Saisonende holte er dort über 500 m und 1000 m seine ersten Weltcupsiege im Einzel und beendete die Saison auf dem vierten Platz im Weltcup über 500 m sowie auf dem zweiten Rang im Weltcup über 1000 m.
Bei niederländischen Meisterschaften siegte er bisher jeweils zweimal im  2 × 500-m-Lauf (2024, 2025) sowie 1000 m (2024, 2025) und einmal im Sprint-Mehrkampf (2025).

## Erfolge

### Einzelstrecken-Weltmeisterschaften
- 2024 Calgary: 2. Platz Teamsprint, 12. Platz 500 m, 16. Platz 1000 m
- 2025 Hamar: 1. Platz 500 m, 2. Platz 1000 m, 2. Platz Teamsprint

### Sprintweltmeisterschaften
- 2024 Inzell: 2. Platz Sprint-Mehrkampf

### Europameisterschaften
- 2024 Heerenveen: 1. Platz 500 m, 2. Platz 1000 m, 3. Platz Teamsprint
- 2025 Heerenveen: 1. Platz Sprint-Mehrkampf

### Weltcupsiege

#### Weltcupsiege im Einzel
| Nr. | Datum            | Ort        | Disziplin |
| --- | ---------------- | ---------- | --------- |
| 1.  | 28. Februar 2025 | Heerenveen | 500 m     |
| 2.  | 1. März 2025     | Heerenveen | 1000 m    |

#### Weltcupsiege im Team
| Nr. | Datum            | Ort    | Disziplin    |
| --- | ---------------- | ------ | ------------ |
| 1.  | 1. Dezember 2024 | Peking | Teamsprint 1 |

### Persönliche Bestleistungen
| Disziplin | Zeit        | Datum            | Ort        |
| --------- | ----------- | ---------------- | ---------- |
| 500 m     | 33,87 s     | 26. Januar 2025  | Calgary    |
| 1000 m    | 1:06,05 min | 25. Januar 2025  | Calgary    |
| 1500 m    | 1:49,13 min | 19. Oktober 2024 | Heerenveen |